# Czarny pirat (film 1971)
Czarny pirat (wł. Il Corsaro nero, hiszp. El corsario negro) – włosko-hiszpański film płaszcza i szpady z 1971 roku w reżyserii Lorenzo Gicca Palliego. Mimo tytułu nie ma nic wspólnego z powieściami Emilio Salgariego o Czarnym Korsarzu.

## Fabuła
W I połowie XVII wieku na karaibskiej hiszpańskiej kolonii angielski korsarz Blackie poznaje w oberży sprytnego, acz ubogiego i mającego kłopoty z wierzycielami szlachcica Don Pedra. Wkrótce ratuje on Blackiego i jego załogę przed aresztowaniem i powieszeniem za złamanie godziny policyjnej. Tymczasem nowy wicekról tych terenów decyduje wysłać złoto Hiszpanii. Blackie proponuje Don Pedrowi przystanie do załogi i spółkę – jeden wymyśla pomysły na zarobienie, drugi je wykonuje, a łupem dzielą się po połowie. Wkrótce wszyscy na „Fury”, karaweli Blackiego udają się na Tortugę. 
Tam Blackie z piratami – Montbarque’em, Delussacem i Skullem stara się opracować plan przejęcia konwoju hiszpańskiego okrętu „Victoria”. Montbarque wystawia na sprzedaż Isabellę i Carmen, dwie piękne damy. Blackiemu udaje się je kupić, ale okazuje się, że Isabella to żona wicekróla. Inni piraci nie chcą przepuścić tak cennego łupu. Skull proponuje współpracę w podziale zysków za okup Isabelli, lecz Blackie odmawia. W efekcie rada kapitańska uznaje licytację za nieważną i rozpoczyna armatni atak na „Fury”. Blackiemu udaje się uniknąć atak i uszkadza okręt Delussaca. W zatoce Pescadores Isabella i Carmen zostają zwrócone wicekrólowi za około 50 tys. dublonów okupu, ale Blackie pozostawia je pod obserwacją, ponieważ podejrzewa, że wiedzą coś o zbliżającym się transporcie złota.
Don Pedro dowiaduje, skąd przybędzie karawana ze złotem, a także ile będzie fregat do eskort. Jednak „Victoria” wchodząca w skład eskorty zaginęła. On i Blackie śledzą karawanę, lecz jej zawartością jest piasek. Wicekról chce osobiście nadzorować przewóz złota, wraz z Isabellą. Straże śledzące Martina, powiernika Blackiego ponownie nachodzą oberżę, lecz Don Pedro tym razem zostaje zdemaskowany jako dawny czyściciel srebra w wicekrólewskim pałacu. Manuela, właścicielka oberży bezpiecznie wyprowadza jego i załogę Blackiego. Jednak Blackie zostaje schwytany i osadzony w lochach na polecenie mściwej Isabelli. Don Pedro z załogą odbija z więzienia Blackiego i Carmen, w której kocha się Martin. Dowiadują się od Manueli, że złoto ma zostać załadowane na inny statek, a oficjalny transport złota to blef.
Wszyscy wracają na „Fury”, lecz karawelę przejęli Montbarque, Delussac i Skull, gdzie planują go wykorzystać ją swych planów. Skull bierze Blackiego i jego towarzyszy jako więźniów, gdzie nadal żąda zawarcia umowy lub torturowania ich w celu uzyskania informacji. Blackiemu udaje się uwolnić i na „Erebusie”, karaweli Skulla płynie celem ratowania uwięzionej załogi. Don Pedro ujawnia, że zna miejsce pobytu „Victorii” od Isabelli. Montbarque i Delussac prowadzą szturm na port i atakują fregatę z rzekomym złotem, lecz odkrywają piasek domyślając, że zostali oszukani. Blackie ratuje swoją załogę, nim „Fury” zostanie wysadzona w powietrze. „Erebus” z Skullem jako zakładnikiem kieruje się do San Juan, aby zdobyć złoto ładowane na „Victorię”.
Skull prosi, by to on mógł ostatecznie „Erebusa” i poświęca życie, gdy „Victoria” prowadzi ostrzał armat. Usypia to czujność wicekróla, gdyż piraci Blackiego ukryli się i dzięki temu znienacka przeprowadzają abordaż. Blackie zabija wicekróla w pojedynku na szpady. Isabella zaimponowana Blackiem proponuje, by odwiózł złoto do Hiszpanii i w nagrodę zdobył honory. Ze względu na sprzeczne interesy Blackie odmawia jej i zamierza dać złoto królowi Anglii, ironicznie mówiąc że oboje muszą wyżywić swoje biedne rodziny królewskie. Don Pedro jest nieco rozczarowany, że nie położy rąk na zrabowanym złocie, lecz wciąż jest skłonny współpracować z Blackiem, zwłaszcza że Manuela deklaruje zajęcie buchalterią. Załoga zadowolona z łupów szczęśliwie płynie w stronę Anglii.

## Obsada
- Terence Hill – kapitan Blackie
- Giancarlo Maestri – kapitan Blackie (głos)
- George Martin – Don Pedro
- Luciano Melani – Don Pedro (głos)
- Silvia Monti – Isabella de Mendoza y Laguna
- Ada Maria Serra Zanetti – Isabella de Mendoza y Laguna (głos)
- Salvatore Borgese – Martin
- Gianni Musy Glori – Martin (głos)
- Fernando Bilbao – Moko
- Pasquale Basile – Stiller
- Mónica Randall – Carmen
- Edmund Purdom – wicekról de Mendoza y Laguna
- Michele Kalamera – wicekról de Mendoza y Laguna (głos)
- Diana Lorys – Manuela
- Bud Spencer – kapitan Skull
- Roberto Villa – kapitan Skull (głos)
- Luciano Pigozzi – kapitan Montbarque
- Silvio Noto – kapitan Montbarque (głos)
- Carlo Reali – kapitan Delussac
- Sergio Di Stefano – kapitan Delussac (głos)
- Luciano Catenacci – Jay
- Giuliano Dell’Ovo – sternik Skulla
- Aldo Cecconi – kapitan „Victorii”
- Paolo Magalotti – Don Alonso
- Gustavo Re – powiernik wicekróla